# A Man for All That
A Man for All That è un cortometraggio muto del 1911 diretto da Oscar Apfel.

## Produzione
Il film fu prodotto nel 1911 dalla Edison Company.

## Distribuzione
Distribuito dalla General Film Company, il film - un cortometraggio in una bobina - uscì nelle sale statunitensi il 2 dicembre 1911.